# HMS Virulent
El HMS Virulent, con número de gallardete P95, fue un submarino de la clase V de la Marina Real Británica. Fue construido durante la Segunda Guerra Mundial como parte de un segundo lote de dieciocho submarinos de clase V. Encargado el 21 de mayo de 1942, Vickers-Armstrong lo construyó en High Walker, Newcastle upon Tyne. Fue puesto en grada el 30 de marzo de 1943, botado el 23 de mayo de 1944 y puesto en servicio el 1 de octubre de 1944 en el transcurso final de la Segunda Guerra Mundial.
En diciembre de 1958, cuando era llevado camino del desguace, se soltó el amarre del buque que lo remolcaba, siendo conducido en enero de 1959 por varios pesqueros españoles al puerto de Pasajes (Guipúzcoa). Allí sería desguazado en 1961.

## Destino
Tras el final de la Segunda Guerra Mundial el Virulent fue prestado a la Armada Griega, que lo rebautizó con el nombre de Argonaftis (Y15). Allí sirvió desde el 29 de mayo de 1946 hasta el 3 de octubre de 1958. Al acabar su servició en Grecia su destino era ser remolcado desde Malta hasta el río Tyne para ser desguazado. El 15 de diciembre de 1958 se separó del remolque del buque guía Raffle Man y se quedó a la deriva en la costa norte de España. El 4 de enero de 1959 fue localizado y remolcado por cuatro arrastreros españoles, siendo escoltados por la fragata Hernán Cortés y la patrullera V-18, hasta el puerto de Pasajes, en la provincia de Guipúzcoa, el 6 de enero de 1959. Fue inspeccionado internamente por el capitán de fragata de la Armada Española Francisco Núñez de Olañeta y externamente por un buzo. Finalmente acabó vendido a una empresa de chatarra guipuzcoana en la primavera de 1961 por 2 265 000 pesetas, siendo desguazado en abril de 1961 en el mismo Pasajes.